# Cabana de pastor de Sedó
Cabana de pastor de Sedó és una cabana de volta de Sedó, al municipi de Torrefeta i Florejacs (Segarra), inclosa a l'Inventari del Patrimoni Arquitectònic de Catalunya.

## Descripció
Cabana de pastor que es troba en un camí a mà dreta a 200 m del km 10 de la Ctra. L-311, direcció a Cervera. Presenta una façana principal amb coberta a dues aigües i una gran portada dovellada amb arc de mig punt. Aquest arc es troba parcialment tapiat amb pedres i guix i es tradueix en una porta rectangular de xapa a través de la qual s'accedeix a l'interior. Una plaqueta de pedra damunt la clau ens indica que aquesta construcció data de l'any "1866". Actualment la part NO. de la façana es troba pràcticament perduda.
La cabana segueix bastant fidelment els paràmetres constructius d'aquests tipus d'arquitectura popular.
Té una planta rectangular de 5 m de llarg per 4 m d'ample i una alçada de 2,5 m. Està coberta per una volta de canó i recoberta a l'exterior per terra. Els murs estan formats per carreus irregulars de pedra picada, més grans a la part inferior i més petits i menys treballats a la part superior.